# Mustafa Tamimi

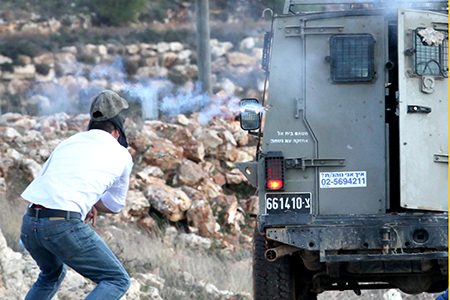
Mustafa Tamimi kurz bevor er von einer Tränengasgranate getroffen wird, die hier im Flug zu sehen ist

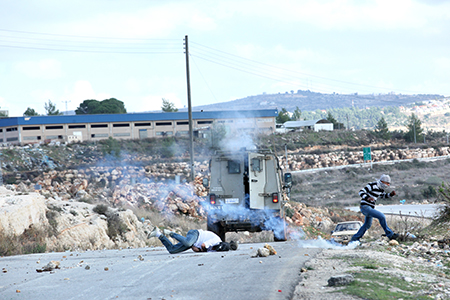
Tamimi am Boden

Mustafa Tamimi (arabisch مصطفى التميمي, DMG Muṣṭafā at-Tamīmī; geboren 1983; gestorben am 10. Dezember 2011 in Nabi Salih, Westjordanland, Palästinensische Autonomiegebiete) war ein 28-jähriger palästinensischer Taxifahrer, der starb, nachdem er am 9. Dezember 2011 bei einer Demonstration von der israelischen Armee mit einer Tränengasgranate beschossen worden war. Die Tränengasgranate wurde aus einem gepanzerten Militärfahrzeug abgefeuert, auf das er Steine warf. Die israelische Armee erklärte, dass er einen Stein geworfen habe, als auf ihn gezielt worden sei, und dass der Soldat, der den Schuss abgegeben habe, keine Personen in der Schusslinie gesehen habe und strafrechtlich nicht zur Verantwortung gezogen werde.

## Hintergrund
Bewohner des Dorfs Nabi Saleh hatten seit dem Bau der israelischen Siedlung Halamish im Jahr 1976 gegen diese Siedlung demonstriert. Die Demonstrationen verschärften sich 2009, nachdem die Siedler eine Süßwasserquelle beanspruchten, die früher das Dorf versorgt hatte. Die Demonstrationen, an denen häufig Steine werfende palästinensische Jugendliche teilnahmen, wurden immer wieder von der Israelischen Armee mit Tränengas aufgelöst. Sarit Michaeli, eine Sprecherin der israelischen Menschenrechtsgruppe B'Tselem sagte, dass ihr Dutzende von Fällen bekannt seien, in denen israelische Soldaten und Grenzpolizisten, entgegen den ausdrücklich festgelegten Regeln, Demonstranten direkt mit Tränengasgranaten beschossen hätten. Mustafa Tamimi war ein Cousin von Nariman Tamimi, der Mutter der palästinensischen Aktivistin Ahed Tamimi.

## Ablauf der Ereignisse
Bei einer der wöchentlich veranstalteten Demonstrationen gegen die Besetzung des Gebiets von Nabi Saleh durch die israelischen Siedler wurde Tamini aus den hinteren Türen eines gepanzerten Militärfahrzeugs beschossen, auf das er Steine warf. Er wurde durch die aus nächster Nähe abgeschossene Tränengasgranate am Kopf unterhalb des rechten Auges getroffen. Das Projektil kann auf einem Foto des Vorfalls ausgemacht werden. Laut dem israelischen Aktivisten Haim Schwarzenberg stürzte Tamimi, nachdem er getroffen worden war. Seine Freunde eilten ihm zu Hilfe und bedeckten sein blutendes Gesicht mit einem schwarz-weiß gemusterten palästinensischen Halstuch. Er wurde ins Beilinson Hospital in Mittel-Israel gebracht, wo er am darauffolgenden Tag seinen Verletzungen erlag.

## Nachgeschichte

### Beerdigung

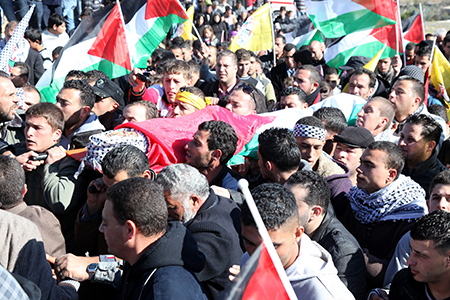
Taminis Beerdigung

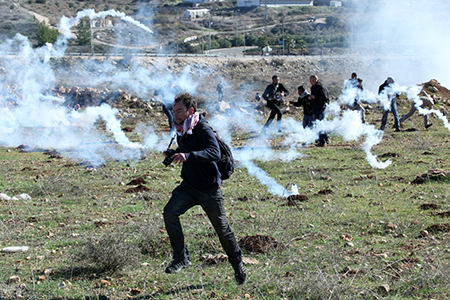
Unruhen bei Taminis Beerdigung

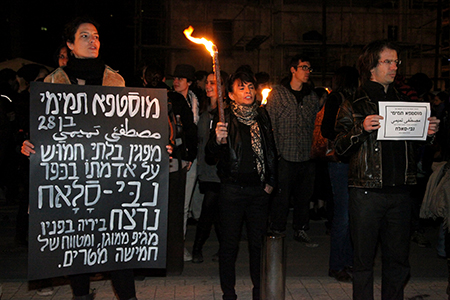
Israelis protestieren in Tel Aviv gegen Taminis Tötung

Tausende von Palästinensern nahmen an Taminis Beerdigung teil, zu der seine in eine palästinensische Fahne gewickelte Leiche vom Krankenhaus in Ramallah in das 10 Kilometer nördlich gelegene Dorf Nabi Saleh im Westjordanland gebracht wurde. Die Teilnehmer zeigten Poster mit Bildern von Tamimis Verletzungen, die auch an den Denkmälern auf den zentral gelegenen Plätzen von Ramallah plakatiert wurden. Die Trauerveranstaltung endete gewalttätig. Israelische Soldaten feuerten Tränengasgranaten ab, als Steine auf sie geworfen wurden, und versuchten, die Demonstranten mit Skunk, einer nicht-tödlichen, übelriechenden chemischen Flüssigkeit zu vertreiben. Vier Israelis und zwei ausländische Aktivisten wurden verhaftet. Sechs Personen, einschließlich des israelischen Aktivisten Jonathan Pollack, wurden bei der Beerdigung verletzt.

### Untersuchung
Die Israelische Armee ließ verlautbaren, dass sie den Vorfall untersuche. In ihrem ersten Statement erklärte sie, dass Tamini Steine auf IDF-Soldaten geworfen habe. Eine spätere Untersuchung ergab, dass der Soldat keine Personen in der Schusslinie gesehen habe und strafrechtlich nicht zur Verantwortung gezogen werde. Der Soldat habe Tamini nicht klar erkennen können und habe mit der Tränengasgranate nicht auf ihn gezielt. Die israelische Menschenrechtsgruppe B’Tselem hinterfragte die Rechtsmäßigkeit der soldatischen Handlung, da er nicht habe sicherstellen können, dass keine Verletzungen resultieren würden. Die IDF sagte, dass sie die Vorgänge vor Ort nicht habe rekonstruieren können, weil Steine auf die Untersuchenden geworfen wurden. Tamimis Bruder, Louai, zweifelte die Untersuchung an, da er von den Untersuchenden nicht befragt worden sei, obwohl er nur 4 bis 5 Meter von dem gepanzerten Fahrzeug entfernt war, als der Schuss abgegeben wurde. In einem Gespräch mit Reuters sagte er, es gäbe keinen Zweifel, dass der Soldat sie gesehen und seinen Bruder direkt getroffen habe.
Der IDF-Sprecher sagte, dass ein palästinensischer Augenzeuge die Aussage verweigert habe. Auf dem Foto des Vorfalls sei sichtbar, dass Tamimi zum Militärfahrzeug gerannt sei, die Tränengaspistole an den hinteren Türen sichtbar sei, die Granate in der Luft sei, und Tamini dann auf den Boden gestürzt sei und sich im Gesicht verletzt habe. Laut B’Tselem ist die Tatsache, dass es zwei Jahre gedauert habe, bis das Militär zu einer Entscheidung gekommen sei, obwohl der Vorfall wohl-dokumentiert sei, zeige das Versagen des militärischen Untersuchungssystems. B’Tselem sagte außerdem, dass die Entscheidung des Militärs nicht mit den Regeln zum Einsatz von Tränengas vereinbar sei.

### Kontroversen
Tamimis Unterstützer beschuldigten die israelischen Soldaten, im Umgang mit dem Demonstranten exzessive Gewalt eingesetzt zu haben, die Ankunft des Krankenwagens verzögert und seine Familie und andere von ihm ferngehalten zu haben. Tamimis Tod und das Foto, von dem gesagt wird, dass es den Augenblick zeigt, bevor er getroffen wurde, erregen Bedenken über den Einsatz von Gewalt durch das israelische Militär beim Einsatz gegen palästinensische Demonstranten. Menschenrechtsgruppen hinterfragten, ob die Einheiten die militärischen Regeln für Demonstrationen einhielten. Das weit verbreitete Foto erweckt den Eindruck, der israelische Soldat habe direkt auf Tamini gezielt.
The Telegraph schrieb, dass die offiziellen Vertreter des israelischen Militärs nahezu keine Anstalten gemacht hätten, sich zu entschuldigen und versucht hätten nachzuweisen, dass Tamimi Steine geworfen habe, indem sie Fotos einer Steinschleuder gezeigt hätten, von der sie sagten, dass sie an Taminis Körper gefunden worden sei. Einige der offiziellen Vertreter verteidigten die Armee auf Twitter und beschuldigten Tamini, unter anderem Peter Lerner, der damalige Sprecher des IDF-Zentralkommandos, dessen Twitter-Kommentar laut The Telegraph die größte Empörung auslöste, und laut Yedioth Ahronoth einen Sturm der Entrüstung hervorrief. „Was hatte sich Mustafa wohl gedacht, als er dem fahrenden Jeep hinterherrannte und dabei Steine Schmiss#Fail,“ twitterte Lerner (Fail ist die Schulnote 5 und amerikanisch umgangssprachlich ein Begriff, der extreme Dummheit ausdrückt). Yedioth Ahronoth schrieb, dass Lerner beabsichtigt habe, das Wort fail in seinem ursprünglichen Sinn als Versagen einzusetzen, und dass er seine Freude darüber ausgedrückt habe, dass Tamimi eine Chance aufs Überleben hatte, nachdem er ins Krankenhaus eingeliefert worden war. Lerner leugnete später jede Spötterei und sagte, er habe niemands Gefühle verletzen wollen als er fail schrieb, und dass fail an die Aktivisten gerichtet gewesen sei, von denen er glaubte, dass sie an dem Vorfall nicht unbeteiligt gewesen seien. Lerner beschrieb den Tod als individuelle Tragödie mit einem schrecklichen Ausgang und glaubte, dass Tamimi ein unnötiges Risiko eingegangen sei und dass der Soldat im Rahmen seiner Verantwortung gehandelt habe.

## Englische Originalzitate
1. 1 2  "did not see any people in the line of fire"
2. ↑  "threw rocks at IDF soldiers"
3. ↑  "could not ensure that no harm will result"
4. ↑  "there is no doubt that he saw us, and struck my brother directly"
5. ↑  "Tamimi falling to the ground, clutching his face"
6. ↑  "well-documented"
7. ↑  "the failure of the military investigation system."
8. ↑  "using excessive force to deal with the protester, delaying an ambulance from reaching him and not letting his family or others to be with him"
9. ↑  "widely publicized"
10. ↑  "largely unapologetic for the death"
11. ↑  "releasing pictures of a sling they said was found on Tamimi's body"
12. ↑  "defended the army and attacked Tamimi"
13. ↑  "outrage"
14. ↑  "storm"
15. ↑  "What was Mustafa thinking running after a moving jeep while throwing stones #fail"
16. ↑  "to use the word in its literal sense–as failure"
17. ↑  "happiness"
18. ↑  "to hurt anyone's feelings by writing 'fail'"
19. ↑  "individual tragedy, with an awful outcome"
20. ↑  "put himself at unnecessary risk"
21. ↑  "had operated within the realm of their responsibility"